# Olympische Jugend-Sommerspiele 2018/Teilnehmer (Elfenbeinküste)
| Gelbes Symbol für Goldmedaillen mit stilisierten Olympischen Ringen | Graues Symbol für Silbermedaillen mit stilisierten Olympischen Ringen | Braundes Symbol für Bronzemedaillen mit stilisierten Olympischen Ringen |
| ------------------------------------------------------------------- | --------------------------------------------------------------------- | ----------------------------------------------------------------------- |
| —                                                                   | —                                                                     | —                                                                       |

Die Jugend-Olympiamannschaft der Elfenbeinküste für die III. Olympischen Jugend-Sommerspiele vom 6. bis 18. Oktober 2018 in Buenos Aires (Argentinien) bestand aus drei Athleten.

## Athleten nach Sportarten

### Bogenschießen
Jungen
- Franck Eyeni
Einzel: 17. Platz
Mixed: 9. Platz (mit Zhanna Naumova  Ukraine)

### Leichtathletik
Jungen
- Gnanzou Desire Kodjo
400 m: 16. Platz

### Taekwondo
Mädchen
- Koumba Ibo
Klasse bis 63 kg: 9. Platz